# 마지막 겨울 (드라마)
《마지막 겨울》은 1983년 3월 12일에 방영된 TV문학관이다.

## 줄거리
눈 덮인 산에서 한 젊은이가 여자의 이름을 미친 듯이 부르며 산을 오르고 있다. 그러나 여자는 그의 외침을 무시한 채 무엇에 홀린 듯 산을 오른다. 이들은 대학의 졸업반인 서동철(김영철)과 남설회(정윤희)로 서로 사랑하는 사이다. 그러나 동철은 감정 기복이 심한 설회의 태도에 늘 안타까움을 느끼며 그녀의 마음을 얻기 위해 애쓰고 있는데...

## 출연
- 정윤희
- 한진희
- 김영철
- 김진해
- 사미자
- 문창길
- 김봉근
- 황범식
- 조재훈
- 오중훈
- 김재영
- 최우백
- 선동혁
- 최선희
- 이성호
- 김기복
- 윤승원
- 원석연
- 김동우
- 김수연
- 이효신
- 강영자